# Выборы главы Екатеринбурга (2003)
Выборы Главы Екатеринбурга состоялись в два тура, 7 и 21 декабря 2003 года соответственно.

## Предшествующие события
с 3 октября по 27 октября 2003 года проходил период выдвижения кандидатов и сбора подписей за их выдвижение. По итогу, ГЦИК Екатеринбурга получила документы на участие от 19 кандидатов, 13 из которых был успешно зарегистрированы.

## Избирательная кампания
Фаворитом выборов считался действующий Глава — Аркадий Чернецкий. Однако тот изначально не планировал выдвигаться на выборах, так он позже сам вспоминал:
Я был относительно молод, видел себя в другой ипостаси и мог уйти, но меня остановил накал политической борьбы между городом и областью, достигший максимума. Я опасался, что стратегический план развития Екатеринбурга, на который мы потратили три года, выбросят только потому, что этот документ разрабатывали Чернецкий и его команда.
Главным соперником Чернецкого был министр внешнеэкономических связей области Юрий Осинцев, прежде — замглавы Екатеринбурга по экономике, который, как тот сам и подтверждал, представлял интересы и выдвигался от лица Эдуарда Росселя и крупного промышленного бизнеса, и ставил перед собой целью отладить рыночные механизмы в городе.
На выборах также было выдвинуто большое число кандидатов-спойлеров с целью отъёма голосов у Чернецкого. Наиболее сильным и значимым из которых был Олег Гусев, президент «Уральского финансового холдинга», утверждающий, что в случае победы тот удвоит размер городского бюджета. Однако сам Гусев сказал, что не имел информации о кандидатах-спойлерах, и в подобном тот не участвовал. Среди других кандидатов выделяли главного кардиолога УрФО Яна Габинского, лидера преступной группировки «Уралмаш» Александра Хабарова, создавшего одноименный общественно-политический союз, и главу Верх-Исетского района Владимира Терешкова, который давно конфликтовал с Чернецким.
При этом, предвыборные программы Чернецкого и Осинцева были похожи. Чернецкий рассматривал себя как борца за справедливость, выступая за налоговую реформу и свой стратегический план развития. Осинцев же также выступал за решение экономических проблем города и налоговую реформу, но с позиций окончания конфликта между городом и областью, что позволило бы, по его мнению, получить Екатеринбургу всё необходимое. Помимо этого, Осинцев преподнёс общественности проект «доступное жилье», выступив за создание дешёвого жилья за счёт городского бюджета.
Отдельный конфликт вызвал тот факт, что оба лидирующих кандидата состояли в Единой России, и генсовет партии постановил поддержать Осинцева как партийного кандидата.

## Ход выборов
Выборы 2003 года считаются самыми драматическими и сложными среди местных политических деятелей, так-как многолетнее противостояние губернатора Эдуарда Росселя и Главы Екатеринбурга Аркадия Чернецкого, возникшее из конфликта интересов города и области, к этому времени переросло в открытую неприязнь. Так, депутат облдумы Владимир Крицкий заявил:
Я думаю, что данная предвыборная кампания по выборам мэра Екатеринбурга останется в памяти всех избирателей, одной из самых грязных. И не только по сравнению с теми предыдущими кампаниями, которые проходили и в городе Екатеринбурге, и на территории Свердловской области. Я думаю, заканчивающаяся мэрская кампания, несмотря на ее вялость, останется в умах электората, как одна из самых грязных кампаний, вообще, на территории России.
После окончания первого тура, все остальные кандидаты поддержали Осинцева и призвали своих сторонников голосовать за него.

## Скандалы и фальсификации
Во время избирательной кампании стало известно, что городская администрация активно давила на рекламные агентства, с целью, чтобы те мешали проведению избирательных кампаний оппонентам Чернецкого, а также не подписывали с ними контракты на рекламу.

## Результаты
| Итоги выборов Главы Екатеринбурга в первом туре |           |       |
| Кандидат                                        | Голосов   | %     |
| Чернецкий Аркадий Михайлович                    | 191 059   | 34,17 |
| Осинцев Юрий Валерьевич                         | 147 580   | 26,39 |
| Гусев Олег Андреевич                            | 84 167    | 15,05 |
| Габинский Ян Львович                            | 32 633    | 5,84  |
| Терешков Владимир Андреевич                     | 17 520    | 3,13  |
| Хабаров Александр Алексеевич                    | 15 686    | 2,81  |
| Серебренников Максим Павлович                   | 9 428     | 1,69  |
| Вандышева Светлана Викторовна                   | 5 715     | 1,02  |
| Тверитинов Геннадий Владимирович                | 5 143     | 0,92  |
| Таскаев Владимир Павлович                       | 1 441     | 0,26  |
| Лисник Игорь Александрович                      | 1 095     | 0,20  |
| Зылев Юрий Иванович                             | 627       | 0,11  |
| Против всех                                     | 40 504    | 7,24  |
| Действительных голосов                          | 553 943   | 98,83 |
| Недействительных голосов                        | 6 547     | 1,17  |
|                                                 |           |       |
| Всего                                           | 560 490   | 100   |
| Зарегистрированных избирателей / Явка           | 1 032 670 | 54,27 |

| Итоги выборов Главы Екатеринбурга во втором туре |           |       |
| Кандидат                                         | Голосов   | %     |
| Чернецкий Аркадий Михайлович                     | 287 994   | 54,05 |
| Осинцев Юрий Валерьевич                          | 207 241   | 38,89 |
| Против всех                                      | 35 511    | 6,29  |
| Действительных голосов                           | 530 636   | 99,23 |
| Недействительных голосов                         | 4 095     | 0,77  |
|                                                  |           |       |
| Всего                                            | 533 200   | 100   |
| Зарегистрированных избирателей / Явка            | 1 043 961 | 51,07 |